# Hyperolius laurenti
Hyperolius laurenti és una espècie de granota de la família dels hiperòlids que viu a Costa d'Ivori i Ghana.
Està amenaçada d'extinció per la pèrdua del seu hàbitat natural.